# Collants blancs
Collants blanc (en russe Белые колготки) est une légende urbaine russe.
Elle traite d'une femme tireuse d'élite qui attaquerait régulièrement des détachements des forces armées russes dans les années 1980 et 1990.

## Légende
La légende est apparu pendant la Guerre d'Afganistan, où des irrégulières baltes se seraient battues contre l'Armée rouge.

## Démystification
Il n'y a pas de preuves avancées par le gouvernement russe permettant d'affirmer cette légende.